# 보이치에흐 슈쳉스니
보이치에흐 토마시 슈쳉스니(폴란드어: Wojciech Tomasz Szczęsny, 폴란드어 발음: [ˈvɔjt͡ɕɛx ˈtɔmaʂ ˈʂt͡ʂɛ̃snɨ] ( 듣기), 1990년 4월 18일~)는 폴란드의 축구 선수로 포지션은 골키퍼이다. 현재 라리가의 FC 바르셀로나에서 활동하고 있으며 '테크(폴란드어: Tek)'라는 별칭을 가지고 있다. 대한민국에서는 폴란드어 성 '슈쳉스니'를 영어식 'Szczesny'로 읽은 보이치에흐 슈체스니로도 알려져 있다. 
레기아 바르샤바에서 축구 선수 경력을 시작해 2006년 1월 아스널 FC로 이적했다. 2009년 아스널에서 프로 축구 선수 경력을 시작했고 2009-10 시즌 브렌트퍼드 FC로 임대를 갔다 왔다. 이후 아스널의 주전 골키퍼로 활동하며 FA컵 우승 2회를 달성했고 프리미어리그 2013-14 시즌 첼시 FC의 페트르 체흐와 함께 프리미어리그 골든 글러브를 공동 수상했다. 그는 2015년부터 2017년까지 두 시즌 동안 AS 로마로 임대를 갔다 왔고 2017년 유벤투스 FC로 이적했다. 
슈쳉스니는 유벤투스에서의 첫 번째 시즌에 잔루이지 부폰의 후보 선수로 활동하며 세리에 A와 코파 이탈리아 우승을 달성했고 부폰이 유벤투스를 떠난 후 구단의 주전이 되어 세리에 A 2018-19 시즌 우승을 달성했고 2019년 야신 트로피 수상 후보로 지명되었다. 그는 세리에 A 2019-20 시즌에 유벤투스에서의 세 번째 리그 우승을 달성했고 2019-20 시즌 세리에 A의 골키퍼로 선정되었다. 2024년 계약 만료로 유벤투스를 떠난 후 선수 은퇴를 발표했고, 발표 후 1달 뒤 FC 바르셀로나로 이적하며 은퇴를 번복하고 선수 경력을 재개했다.
슈쳉스니는 2009년 폴란드 축구 국가대표팀에 데뷔했고 2024년 국가대표 경력을 마감하기까지 대표팀에서 총 84경기에 출전했다. 그는 UEFA 유로 2012, UEFA 유로 2016, UEFA 유로 2020에 출전했고 2018년 FIFA 월드컵, 2022년 FIFA 월드컵에 출전했다.

## 구단 경력

### 폴란드
축구를 시작하기 이전 먼저 사교 댄스를 배웠었으며 창던지기에 소질을 보였었다. 그러나 역시 골키퍼였던 아버지와 형의 영향으로 축구를 시작하게 된다. 아그리콜라 바르샤바 팀에서 유소년으로 훈련받은지 얼마 되지 않아 레기아 바르샤바의 골키퍼 코치의 눈에 띄게 되어 15세의 나이로 레기아 바르샤바의 1군 훈련캠프에 참여하게 되고 이적해 데뷔했다.

### 아스널
2006년 아스널 유소년 팀으로 이적했다. 2008-09 시즌에는 리저브 팀으로 승급해 뛰었으며, 2008년 11월에는 웨이트 트레이닝을 하다 균형을 잃어 팔이 골절되는 사고를 겪어 5개월간 결장한다. 2009년 5월 24일 리그 스토크전에서 처음으로 1군 교체명단에 이름을 올렸다. 2009-10 시즌이 시작할 때 1군 스쿼드로 승격해 53번 등번호를 받았으며 스탕다르 리에주와의 챔피언스리그 경기에서 교체명단에 이름을 올리기도 했다. 2009년 9월 22일 리그컵 웨스트 브롬위치와의 경기에서 1군 무대 데뷔 기회를 가져 무실점을 기록한다. 2010년 1월에는 감독 벵거에게 미래의 아스날 No.1이라는 칭찬을 받기도 한다.

#### 브렌트포드
2009년 11월 20일 리그1 팀인 브렌트포드로 한달간 임대된다. 1:0으로 패배한 임대 후 2번째 경기에서 후반전 페널티킥을 막아내기도 했다. 2009년 12월 12일 브렌트포드에서의 다섯 번째 게임이였던 리즈 유나이티드전에서 MOM을 받기도 했다. 12월 22일 아스날은 임대를 2010년 1월까지 연장하는 데에 합의했고 결국 2010년 5월 31일까지 브렌트포드에서 보낸다.

#### 2010-11 시즌
2010년 10월 27일 뉴캐슬 유나이티드와의 리그컵 경기에서 두 번째 출장한다. 세인트 제임스 파크에서 열린 이 경기에서 뉴캐슬 선수들의 무수한 슈팅을 막아내며 무실점을 기록한다. 11월 11일에는 새로운 장기계약을 체결한다. 리그 데뷔 경기는 12월 13일 1:0으로 패배한 맨체스터 유나이티드 올드 트래퍼드 원정경기였다. 팀내 골키퍼인 파비앙스키와 알무니아가 모두 부상으로 제외됨에 따라 출전했다. 이 경기에서 웨인 루니의 페널티킥을 막아내는 등 여러차례 신들린 선방을 보여줬으나 박지성에게 결승골을 허용하고 말았다. 2011년 1월 8일에는 FA컵 3라운드 리즈 유나이티드 전에 선발출장한다. 그 다음 주에 웨스트 햄 유나이티드 FC 원정경기에서 첫 리그 무실점을 기록하며 팀의 3:0 승리에 기여했다. 계속해서 리그 경기에 출장함에 따라 아르센 벵거는 슈쳉스니가 아스날의 주전 골키퍼가 될 수도 있음을 인정했다. 2월 16일 바르셀로나와의 홈경기에서 챔피언스리그 무대에 데뷔했다. 이 경기는 슈쳉스니의 눈 부신 선방에 힘입어 2:1 아스날의 승리로 끝났다. 2월 27일 버밍엄 시티와의 리그컵 결승에서 89분 수비수코시엘니와 공중볼 처리 미숙으로 발생한 실점으로 패배하고 만다.

#### 2011-12 시즌
프리시즌에 열린 말레이시아와 중국 투어에서 절반 정도 경기에 출전한다. 새 시즌을 맞아 기존의 등번호 53번 대신 과거 흘렙이나 옌스 레만이 찬 적 있던 13번을 받게 되었다. 2011-12 시즌 뉴캐슬 유나이티드와의 개막전에 선발출장하며 주전 골키퍼로써의 입지를 다졌고 경기는 0:0 무승부로 끝났다. 8월 24일 우디네세와의 챔피언스리그 최종 예선 경기 2차전에서 1:1 상황(총합 2:1)에서 안토니오 디 나탈레의 페널티 킥을 막아내는 결정적인 선방을 기록한다. 경기는 테오 월콧과 로빈 판 페르시의 골로 2:1로 막을 내렸고 총합 3:1로 챔피언스리그 본선진출을 기록하게 된다. 페널티 킥 선방이 아스날의 14년 연속 챔피언스리그 본선진출 기록을 지켜준 것이다. 8월 28일 선발 출장한 맨체스터 유나이티드 올드 트래퍼드 원정 경기에서 115년 만에 8실점하는 팀 역사상 가장 비극적인 패배, 8:2 패배를 당한다. 2012년 2월 26일 지역 라이벌 토트넘 핫스퍼와의 북런던 더비에서 0:2를 5:2로 뒤집는 역전승에도 출전한다. 3월 12일 리버풀 FC를 상대로 한 안필드 원정에서는 카윗의 페널티 킥을 막아내는 등 활약하며 로빈 판 페르시의 2골로 2:1 승리를 거둔다.

#### 2012-13 시즌
기존 1번 등번호를 가지고 있던 마누엘 알무니아가 방출됨에 따라 1번 등번호를 받았다. 부상으로 몇 달간 빠지며 No.3 골키퍼인 비토 마노네가 출전하나 토트넘 핫스퍼에게 5:2로 승리한 경기로 복귀전을 장식했다. 그러나 현재는 콜롬비아의 골키퍼 오스피나의 백업으로 활동중이다.

#### AS로마
프리머리그 2015-2016시즌을 앞두고 페트르 체흐가 아스날로 이적했다. 그 후, 설 자리가 없어지자 로마로 1년 임대를 떠났다.

### 유벤투스
슈제츠니는 2017년 7월 19일(한국시각)에 은퇴를 앞둔 부폰의 대체자를 찾고 있던 유벤투스로 이적하였고, 2021년까지 계약을 맺었다.

## 국가대표 경력
그는 폴란드 U-21 대표팀에서 주전을 맡아 2011 유럽 청소년 선수권 대회에 출장한다. 또한 국가대표팀에서도 2009년 9월 월드컵 유럽 예선 북아일랜드와 슬로베니아 전을 앞두고 예비명단에 이름을 올리나 폴란드 기존 주전 골키퍼 3명이 모두 건재해 청소년 대표팀 스페인과 핀란드 전에 출장했다. 2009년 10월 프란치셰크 스무다 감독이 취임한 이후에 열린 루마니아와 캐나다와의 친선 경기에서 폴란드 대표팀 명단에 포함되었다. 그 후 2009년 11월 18일에 열린 캐나다와의 A매치 경기에서 데뷔했으며 2011년 2월에 열린 노르웨이와의 친선 경기에서도 출전했다.같은 해 9월 6일 독일과의 경기에서 인상적인 활약을 펼친다. 경기 최종 결과는 2골씩 주고받는 무승부였지만 슈쳉스니의 결정적인 선방으로 인해 더 많은 실점을 막을 수 있었고 그 날 경기에서의 활약은 독일의 은퇴한 명 골키퍼 올리버 칸도 칭찬할 정도였다. 그는 소속팀 아스널에서의 활약으로 폴란드 대표팀의 주전 골키퍼로 낙점받았고 유로 2012 대회 그리스와의 개막전에 선발 출전했다. 전반전에는 나름 좋은 활약을 펼쳤지만, 후반전에는 판단 착오로 치명적인 실책을 범했고, 결국 동점골을 허용하고 말았다. 그리고 후반 13분 반칙으로 퇴장을 당했고, 페널티킥을 허용하고 말았다. 다행히 게오르고스 카라구니스가 찬 페널티킥을 신예 골키퍼 프셰미스와프 티톤이 막아내 실점 위기를 막아냈고 결국 폴란드는 다 이겼던 경기를 1:1로 비기고 만다. 그는 이 경기에서 자칫 패배의 원흉이 될 뻔하였으며, 폴란드의 부푼 희망을 산산히 부수어 버리고 말았다. 이후 슈쳉스니는 경기에 출전하지 못했고, 결국 폴란드는 대회에서 2무 1패로 탈락하고 말았다.

## 사생활
그는 전직 폴란드 축구 국가대표팀 골키퍼인 마치에이 슈쳉스니의 아들이기도 하다.

## 통계
2025년 4월 22일 기준
| 팀                | 시즌        | 디비전       | 리그 | 컵 | 대륙 | 기타 | 합계 |
| ----------------- | ----------- | ------------ | ---- | -- | ---- | ---- | ---- |
| 브래드퍼드 (임대) | 2009-10     | 리그 원      | 28   | -  | -    | -    | 28   |
| 아스널            | 2009-10     | 프리미어리그 | -    | 1  | -    | -    | 1    |
| 아스널            | 2010-11     | 프리미어리그 | 15   | 7  | 2    | -    | 24   |
| 아스널            | 2011-12     | 프리미어리그 | 38   | 1  | 9    | -    | 48   |
| 아스널            | 2012-13     | 프리미어리그 | 25   | 5  | 3    | -    | 33   |
| 아스널            | 2013-14     | 프리미어리그 | 37   | -  | 9    | -    | 46   |
| 아스널            | 2014-15     | 프리미어리그 | 17   | 5  | 6    | 1    | 29   |
| 로마              | 2015-16     | 세리에 A     | 34   | -  | 8    | -    | 42   |
| 로마              | 2016-17     | 세리에 A     | 38   | -  | 1    | -    | 39   |
| 유벤투스          | 2017-18     | 세리에 A     | 17   | 2  | 2    | -    | 21   |
| 유벤투스          | 2018-19     | 세리에 A     | 28   | 2  | 10   | 1    | 41   |
| 유벤투스          | 2019-20     | 세리에 A     | 29   | -  | 7    | 1    | 37   |
| 유벤투스          | 2020-21     | 세리에 A     | 30   | -  | 7    | 1    | 38   |
| 유벤투스          | 2021-22     | 세리에 A     | 33   | -  | 7    | -    | 40   |
| 유벤투스          | 2022-23     | 세리에 A     | 28   | -  | 12   | -    | 40   |
| 유벤투스          | 2023-24     | 세리에 A     | 35   | -  | -    | -    | 35   |
| 바르셀로나        | 2024-25     | 라리가       | 13   | 5  | 6    | 2    | 25   |
| 커리어 합계       | 커리어 합계 | 커리어 합계  | 445  | 27 | 89   | 6    | 567  |

## 경력

#### 아스날
- FA컵 : 2013–14, 2014–15
- FA 커뮤니티 쉴드 : 2014

#### 유벤투스
- 세리에 A : 2017-18, 2018-19, 2019-20
- 코파 이탈리아 : 2017-18, 2020-21, 2023-24
- 수페르코파 이탈리아나 : 2018, 2020

#### 바르셀로나
- 수페르코파 데 에스파냐 : 2025

### 개인
- 폴란드 올해의 신인 : 2011
- 프리미어리그 골든 글러브[7] : 2013-14
- 세리에 A 올해의 골키퍼[8] : 2019-20
- 세리에 A 시즌의 팀[8] : 2022-23